# Lê Quang Minh
Lê Quang Minh (sinh năm 1968) là một tướng lĩnh Quân đội nhân dân Việt Nam, hàm Thượng tướng. Ông hiện là Bí thư Đảng ủy Cơ quan Tổng cục Chính trị, Phó Chủ nhiệm Tổng cục chính trị Quân đội nhân dân Việt Nam.

## Thân thế và sự nghiệp
Ông quê ở xã Ninh Mỹ, huyện Hoa Lư tỉnh Ninh Bình
Ông từng là Phó Tổng cục trưởng Tổng cục 2.
Ngày 11 tháng 06 năm 2020, ông được Thủ tướng Nguyễn Xuân Phúc bổ nhiệm giữ chức vụ Bí thư Đảng ủy, Chính ủy Tổng cục 2.
Ngày 20 tháng 12 năm 2022, Thủ tướng Chính phủ Phạm Minh Chính ký Quyết định số 1574/QĐ-TTg, bổ nhiệm đồng chí Trung tướng Lê Quang Minh, Bí thư Đảng ủy, Chính ủy Tổng cục Tình báo giữ chức Phó Chủ nhiệm Tổng cục chính trị Quân đội nhân dân Việt Nam.
Chiều ngày 11 tháng 12 năm 2024, tại Phủ Chủ tịch, Chủ tịch nước Lương Cường, Ủy viên Bộ Chính trị, Chủ tịch Hội đồng Quốc phòng và An ninh, Thống lĩnh Lực lượng vũ trang nhân dân đã chủ trì Lễ công bố, trao Quyết định thăng quân hàm từ cấp Trung tướng lên cấp Thượng tướng đối với đồng chí Lê Quang Minh, Phó Chủ nhiệm Tổng cục Chính trị Quân đội nhân dân (QĐND) Việt Nam, Bí thư Đảng ủy Cơ quan Tổng cục Chính trị QĐND Việt Nam.